# Terminal Endpoint Identifier
Der Terminal Endpoint Identifier (TEI) ist beim ISDN-Signalisierungsprotokoll DSS1 eine Kennung zur Identifizierung der Endgeräte.
Zusammen mit dem Service Access Point Identifier (SAPI) bildet der TEI in der Sicherungsschicht (Schicht 2) des D-Kanals eine eindeutige Adresse für ein bestimmtes Endgerät. Standardisiert sind TEI und SAPI in der ITU-T-Richtlinie Q.921 und ETSI ETS 300402-2.
Zwischen Endgeräteidentität und Rufnummer des Anschlusses besteht kein Zusammenhang. Deshalb ist zur Identifizierung von Endgeräten eine eindeutige Kennung für jedes Endgerät erforderlich.
Benötigt wird die eindeutige Kennung insbesondere beim ISDN-Mehrgeräteanschluss (Point-to-Multipoint), bei dem mehrere Endgeräte am gleichen S0-Bus angeschlossen sind. In der Regel wird jedem Endgerät beim Anschließen an den S0-Bus von der Vermittlungseinrichtung (Telefonanlage, Ortsvermittlungsstelle) ein TEI-Wert automatisch zugewiesen. Der Protokoll-Standard sieht vor, dass der TEI im Endgerät auch fest eingestellt werden kann. An einen ISDN-Anlagenanschluss (Point-to-Point) ist eine flexible TEI-Zuweisung nicht erforderlich, da nur ein Endgerät angeschlossen werden kann. Bei Anlagenanschlüssen wird deshalb ein festgelegter TEI-Wert verwendet.
| Wert     | Verwendung                                                        |
| -------- | ----------------------------------------------------------------- |
| 0        | Anlagenanschluss (Point-to-Point)                                 |
| 1 – 63   | Manuelle Vergabe im Endgerät                                      |
| 64 – 126 | Automatische Vergabe durch Vermittlungseinrichtung                |
| 127      | Gruppenadresse („Globale TEI“) für alle angeschlossenen Endgeräte |